# Runaway Island
Runaway Island (von englisch runaway ‚ausgerissen, entlaufen‘, in Chile Isla Orrego Vicuña, in Argentinien Islotes Fuga) ist eine kleine Insel in der Marguerite Bay vor der Fallières-Küste des Grahamlands auf der Antarktischen Halbinsel. Sie liegt 1,1 km westlich des westlichen Ausläufers der Neny-Insel sowie 300 m nordwestlich des Surf Rock. 
Teilnehmer der British Graham Land Expedition (1934–1937) unter der Leitung des australischen Polarforschers John Rymill nahmen 1936 eine grobe Kartierung vor. Der Falkland Islands Dependencies Survey (FIDS) präzisierte diese im Jahr 1947. Benannt ist die Insel nach einer Gruppe von Schlittenhunden, die bei den Vermessungsarbeiten der Wissenschaftler des FIDS ausgerissen war, was diese zu einer Rückkehr zu Fuß zu ihrer Basisstation gezwungen hatte. Namensgeber der chilenischen Benennung ist der chilenische Schriftsteller und Historiker Eugenio Orrego Vicuña (1900–1959), der an der 1. Chilenischen Antarktisexpedition (1946–1947) teilgenommen hatte. Die argentinische Benennung ist dagegen die pluralisierte Form des englischen Namens in spanischer Übersetzung.